# 가미카와사키촌
가미카와사키촌(上川崎村)은 후쿠시마현 아다치군에 있던 촌이다. 현재의 니혼마쓰시에 해당한다.

## 역사
- 1889년 4월 1일 - 정촌제 시행에 의해 2촌의 구역으로 성립하였다.
- 1955년 1월 1일 - 유이촌, 시부카와촌과 합병해 아다치촌이 성립하여, 동일 가미카와사키촌이 폐지되었다.

## 교통

### 철도노선
현재는 일본국유철도 도호쿠 신칸센이 마을 지역을 통과하지만 당시엔 미개통이였다.

## 참고문헌
- 角川日本地名大辞典 7 福島県